# مونتگومری سیتی (کالیفرنیا)
مونتگومری سیتی (به انگلیسی: Montgomery City) یک منطقهٔ مسکونی در ایالات متحده آمریکا است که در شهرستان مونو، کالیفرنیا واقع شده‌است. مونتگومری سیتی ۱٬۹۶۶ متر بالاتر از سطح دریا واقع شده‌است.